# مستشفى أبو الريش
مستشفى أبو الريش الياباني وتسمى أيضا مستشفى جامعة القاهرة للأطفال بالقاهرة(بالإنجليزية: Abu Rish Japanese hospital CAIRO)‏، (بالإنجليزية: Cairo University Pediatric Hospital (CUSPH))‏إحدى أكبر وأهم المستشفيات الحكومية ذات العلاج المجاني للأطفال، دعمت حكومة اليابان بناء مستشفى جامعة القاهرة، وبناء قدرات موظفيها استجابة لمبادرة الحكومة المصرية لتحسين معايير الرعاية الصحية للأطفال بمناسبة السنة الدولية للطفل في عام 1979.
منذ تأسيسها، أصبحت المستشفى معروفة باسم «المستشفى الياباني» من قبل السكان المحليين. وقد قدمت خدمات الرعاية الطبية المتقدمة لأكثر من ثلاثة عقود بتكلفة معقولة للأطفال المصريين من جميع أنحاء البلاد.
ولكن مع الزيادة السريعة في عدد السكان في السنوات الأخيرة، تواجه مؤسسات الرعاية الطبية العامة المشكلة الملحة المتمثلة في عدم كفاية المعدات الطبية واستيعاب المساحة.
CUSPH هو واحد من هذه المرافق العامة التي تواجه هذا التحدي، وبالتالي هناك حاجة إلى تعزيز قدرة موظفي المستشفى في الحفاظ على أصولها، ولحل المشكلة المتمثلة في المساحة المحدودة لتكون قادرة على استيعاب العدد المتزايد من المرضى.

## تاريخ المستشفى
يرجع تاريخ التعاون بين هيئة التعاون الدولي اليابانية «جايكا» ومصر في مستشفى جامعة القاهرة التخصصي للأطفال إلى عام 1979 والمعروف بالعام الدولي للطفل، حين أعطت الحكومة المصرية الأولوية لتحسين مستوى الرعاية الصحية للأطفال.
دعمت حكومة اليابان الحكومة المصرية من خلال المساهمة في إنشاء مستشفى جامعة القاهرة التخصصي للأطفال وبناء قدرات العاملين بالمستشفى، وأصبحت المستشفى منذ إنشائها تُعرف ما بين سكان القاهرة باسم «مستشفى أبو الريش الياباني». وقدمت المستشفى خدماتها الطبية لأكثر من ثلاثة عقود للأطفال من جميع أنحاء الجمهورية.
ومع الزيادة السريعة في التعداد السكاني في السنوات الأخيرة، تظهر الإشكالية حول كيفية تعامل المؤسسات الطبية مع هذه الأعداد الكبيرة من المرضى التي تتجاوز قدراتها الاستيعابية لعدم كفاية المعدات الطبية بالمستشفى، مما أظهر الحاجة الملحة لبناء قدرات العاملين بالمستشفى وتوسعة المساحة بها.

## موقع المستشفى
يقع مستشفى بشارع علي إبراهيم – بمنطقة السيدة زينب القاهرة بالقرب من وسط القاهرة

## التعاون التقني للمستشفى
أرسلت جايكا وكالة اليابان للتعاون الدولي 208 خبيراً يابانياً لمستشفى أبو الريش الياباني في الفترة ما بين 1983 و2002، لتقديم الدعم الفني وبرامج التدريب لتحسين قدرات العاملين بالمستشفى وخاصة بأقسام الرعاية الطبية للأطفال والمعامل والعناية المركزة، وكذلك في مجال تشغيل وصيانة المعدات الطبية